# Mikrotechnik
Die Mikrotechnik (auch Mikrostrukturtechnik) befasst sich mit Verfahren, die zur Herstellung von Körpern und geometrischen Strukturen mit Dimensionen im Mikrometerbereich (0,1–1000 µm) angewandt werden.
Bei Strukturgrößen unter 0,1 µm bzw. 100 Nanometer redet man von Nanotechnik.

## Bereiche und Anwendungsfelder
Die Mikrotechnik gliedert sich in wenige große Teilbereiche, die sich z. T. in Hinsicht auf die gestellten Fragestellungen und Methoden überschneiden, dazu gehören vor allem die Mikroelektronik, die Mikrosystemtechnik und die Mikroverfahrenstechnik.
Wirtschaftlich gesehen ist die Mikroelektronik derzeit der größte Anwendungsbereich der Mikrotechnik. Sie beschäftigt sich u. a. mit dem Entwurf und der Herstellung Integrierter Schaltkreise (ICs) auf Basis von Halbleitern (Hauptwerkstoff Silicium), durch die moderne Computertechnologie erst möglich wurde. Die Herstellung der grundlegenden Bauelemente wie Transistoren erfolgt dabei mit Methoden der Halbleitertechnik.
Die Kombination nichtelektronischer Anwendungsgebiete wie Mikromechanik, Strömungstechnik und Optik mit der Mikroelektronik wird seit den 1990er Jahren immer bedeutender.
Die Mikrosystemtechnik hingegen beschäftigt sich mit der Realisierung und Integration von mechanischen, optischen oder (bio-)chemischen Komponenten. Mit Fertigungstechniken der Mikrosystemtechnik können auch dreidimensionale Strukturen mit mechanischen Funktionen wie Aktoren, Motoren, Pumpen, Stecker etc. hergestellt werden. Man spricht in diesem Zusammenhang auch von der Miniaturisierung bekannter mechanischer Systeme. Die Mikrosysteme bieten in der Regel aber deutlich verbesserte oder vorher nicht realisierbare Produkte. Diese können auch elektronische Elemente für Speicher- und Logikfunktionen enthalten. Oft spricht man bei der Mikrosystemtechnik auch einfach nur von der Mikrotechnik.
Die Fertigung mikrotechnischer Strukturen geschieht in Reinräumen. Meist wird zur Definition von Strukturen der Mikrotechnik die Fotolithografie verwandt.

## Forschung
In Deutschland wird die Mikrotechnik intensiv erforscht, insbesondere in den Bereichen Mikroelektronik, Mikrosystemtechnik und Nanotechnologie. Das Bundesministerium für Bildung und Forschung (BMBF) fördert Projekte zur Entwicklung vertrauenswürdiger und nachhaltiger Mikroelektronik mit einem Fokus auf Anwendungen in Künstlicher Intelligenz, Industrie 4.0 und intelligenter Energiewandlung.
Die Fraunhofer-Gesellschaft betreibt mit der Forschungsfabrik Mikroelektronik Deutschland (FMD) einen der weltweit führenden Forschungsverbünde für Anwendungen und Systeme der Mikro- und Nanoelektronik. Die FMD bietet technologieübergreifende Gesamtlösungen bis zu einem hohen technischen Reifegrad aus einer Hand für Partner in Wirtschaft und Wissenschaft.

## Ausbildung

### Ausbildungsberuf
Seit 1998 gibt es den Ausbildungsberuf des Mikrotechnologen mit den Schwerpunkten Halbleitertechnik oder Mikrosystemtechnik. Leitkammer ist die Industrie- und Handelskammer Dresden. Eine überregionale Berufsschulklasse ist in Itzehoe eingerichtet. Regionale Schwerpunkte liegen z. B. um Dresden (Silicon Saxony) für die Halbleitertechnik und in Baden-Württemberg, u. a. in Reutlingen (Mikrosystemtechnik). Eine überregionale Berufsschulklasse in Bruchsal, die auch Auszubildende aus Karlsruhe und Mainz aufnahm, wurde 2006 als mittelbare Folge der Übernahme und folgenden Restrukturierung des Siemens-Werks in Bruchsal eingestellt.
Im Rahmen eines dreistufigen IHK-Zertifikatslehrgangs ist es möglich, die Fortbildung zur „Industriefachkraft Mikrotechnik (IHK)“ durchzuführen. Er gliedert sich in eine Grund-, Aufbau- und Anwenderstufe und ist für Berufserfahrene und Quereinsteiger gleichermaßen zugänglich.
Seit dem Frühjahr 2013 wird der Zertifikatslehrgang an der Technologieakademie GmbH der IHK Schwarzwald-Baar-Heuberg in Villingen-Schwenningen angeboten. Die Inhalte werden im Rahmen eines vom Bundesministerium für Bildung und Forschung (BMBF) geförderten Projektes zu einem Industriemeister Mikrotechnik ausgebaut. Der Zertifikatslehrgang „Industriefachkraft Mikrotechnik (IHK)“ wird für den Meisterlehrgang voll anrechenbar sein und im blended Learning-Format, d. h. mit E-Learning-Anteilen und Präsenzunterrichtsphasen, ausgerichtet.

### Studium
In Deutschland werden an verschiedenen Universität und Fachhochschulen Bachelor- und Master-Studiengänge im Bereich der Mikrotechnik angeboten. Teilweise verbirgt sich das Studium der Mikrotechnik in einem Kombinationsstudiengang mit Medizintechnik und kann über den Oberbegriff Physikalische Technik gefunden werden.
Die Studieninhalte sind neben einem klassischen Grundstudium der Ingenieurwissenschaften zumeist die folgenden:
- Halbleiter- und Mikrosystemtechnik
- Regelungstechnik
- Sensorik und Aktorik
- Schaltungstechnik (analog und digital)
- Digitale Signalverarbeitung
- Technisches Management
- Qualitäts- und Projektmanagement

Mit einem abgeschlossenen Studium in diesem Bereich liegen die Beschäftigungsmöglichkeiten vor allem im Bereich der Chipherstellung, im Automobil-Bereich, der Medizintechnik und vielen anderen technischen Branchen.

## Studienangebote in Deutschland
In Deutschland bieten zahlreiche Hochschulen Studiengänge im Bereich Mikrotechnik und Mikrosystemtechnik an. Beispielsweise bietet die Technische Universität Chemnitz einen Bachelor-Studiengang in Mikrotechnik/Mechatronik an. Die Hochschule Reutlingen bietet einen Bachelor of Engineering in Mechatronik an. Darüber hinaus gibt es Master-Studiengänge wie "Microsystems Engineering" an der Albert-Ludwigs-Universität Freiburg.

## Industrielle Anwendung
Mikrotechnik findet breite Anwendung in verschiedenen Industriezweigen. In der Automobilindustrie werden mikrotechnische Sensoren und Aktoren für Fahrerassistenzsysteme und die Motorsteuerung eingesetzt. In der Medizintechnik ermöglichen mikrotechnische Komponenten die Entwicklung von Implantaten und diagnostischen Geräten. Unternehmen wie SUSS MicroTec SE in Garching bei München bieten Anlagen und Prozesse für die Halbleiterindustrie sowie die Nano- und Mikrosystemtechnik an.